# 京都学派

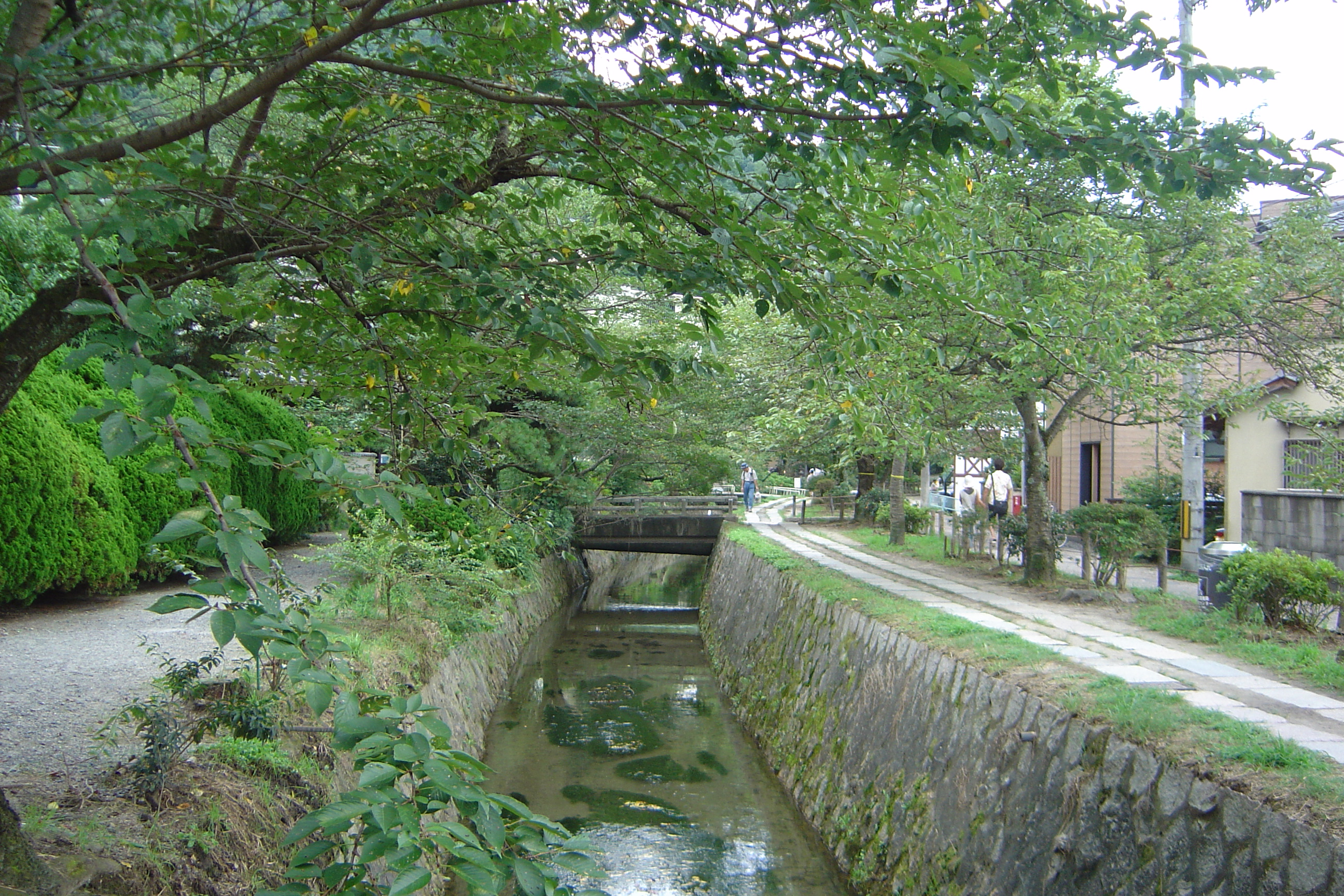
京都学派の人々が思想を育んだ哲学の道

京都学派（きょうとがくは、英語: Kyoto School）とは、一般に西田幾多郎と田邊元および彼らに師事した哲学者たちが形成した哲学の学派のことを指すが、京都大学人文科学研究所を中心とした学際的な研究を特色とした一派も、京都学派、あるいは哲学の京都学派と区別するために、新京都学派とも称する。その他にも様々な学問分野において「京都学派」と呼ばれるグループが存在している。

## 京都学派（哲学）
その詳細な定義は国や研究者によって異なり、未だに世界各国で盛んな研究の対象となっている。主なメンバーとして、西田幾多郎、田邊元、波多野精一、朝永三十郎、和辻哲郎、三木清、西谷啓治、久松真一、武内義範、土井虎賀壽・下村寅太郎・上田閑照、大橋良介らが挙げられ、また左派としては三木清以外に戸坂潤、中井正一、久野収らが挙げられる。とりわけ中井は後述する京都学派（人文研）の桑原武夫や、京都学派（近代経済学）の青山秀夫とも懇意であった。また桑原は父親が京大文学部教授であったこともあって西田とも若い頃から接していたという。
京都学派は西洋哲学と東洋思想の融合を目指した『善の研究』などで表される西田哲学の立場に立ち、東洋でありながら西洋化した日本で、ただ西洋哲学を受け入れるだけではなくそれといかに内面で折り合うことができるかを模索した。しかしながら東洋の再評価の立場や独自のアイデンティティを模索することは次第に「西洋は行き詰まり東洋こそが中心たるべき」との大東亜思想に近づくことになった。特に京都学派四天王（西谷啓治・高坂正顕・高山岩男・鈴木成高）らは、「世界史の哲学」や「近代の超克」を提唱し、海軍に接近した。このため太平洋戦争の敗戦により、戦前の京都学派はいったん没落した。だが戦後も高坂、高山らは自民党などの保守政治に接近し、京都学派と政治とのかかわりは今日に至るまで脈々と続いている。なお、陸軍が海軍に較べて圧倒的な力をもっていた時代において、海軍への接近は軍部政権への翼賛というよりは、軍部の方針を是正しようとする体制批判の行動であったと、大橋良介は評している。また、大島康正メモによると、この海軍のブレーントラストとしての京都学派の集まりに、京都学派（東洋史学）の宮崎市定も常連として参加していたと大橋は指摘する。
なお、大橋の著書では梯明秀の分類に依拠しながら、京都学派と京都哲学とを分けて捉えることを提案する。要するに、「何らかのかたちで＜無＞の思想を継承・展開した思想家のネットワーク」を京都学派と捉え、西田や田辺に学び、単に彼らの知的ネットワークの下にいるものを京都哲学に分類する。その場合、三木は微妙な立ち位置になるとされるが、多くの左派の弟子たちは京都学派に含まれない。また弟子として西田の著作の編集や解説を書きつつ、自分自身の研究は歴史的な方向へと向かった下村寅太郎もたぶん含まれないであろう。また京都大学とは縁はないので一般に京都学派に含めないし、大橋も言及していないが、鈴木大拙は西田の親友で、「＜無＞の思想を継承・展開」するという点でも相互に影響を与え合っているし、京都の大学（大谷大学）に務めてはいるので、大橋の定義に従えば鈴木も京都学派ということにもなる。他方、中村雄二郎は『共通感覚論』 (1979) において、三木や戸坂や中井（それに京大卒ではないが戸坂と親しい三枝博音の名が挙げられる）の共通感覚への言及を追っていくと、西田哲学の「場所の論理」の批判的乗り越えが可能となると示唆する。その点からも京都学派（哲学）を狭く捉えすぎない方が、生産的であるとも考えられる。
京都学派四天王は戦時中の自分たちの言動について一切総括や弁護の類いをしなかった。1965年に、粕谷一希が高山に対し「私の戦争責任」を論じるよう懇願したこともあったが、高山はそれを断った。下村寅太郎は4人の沈黙に関して「京都学派の人々が自己弁護をしなかったのは、批評を甘受したのでなく無視したという方が正確である。批判は「勝てば官軍」の立場であって、自力によるものでもなく、思想そのものの実力によるものではない」と述べている。　

### 京都学派（哲学）の人物
- 西田幾多郎
- 田邊元
- 波多野精一
- 朝永三十郎
- 和辻哲郎
- 久松真一
- 武内義範
- 土井虎賀壽
- 下村寅太郎
- 上田閑照
- 大橋良介
- 三木清-京都学派左派
- 戸坂潤-京都学派左派
- 中井正一-京都学派左派
- 久野収-京都学派左派
- 西谷啓治-京都学派四天王
- 高坂正顕-京都学派四天王
- 高山岩男-京都学派四天王
- 鈴木成高-京都学派四天王

## 京都学派（近代経済学）
戦前の日本で「国際的に評価された最初の経済学者」である柴田敬を中心に、その一般均衡理論の師であり「日本のマーシャル」とも呼ばれた高田保馬、高田門下で戦後多くの俊秀を育てた青山秀夫の3人の京大教授を挙げて、「近代経済学の京都学派」と名付けたのは、東大の根岸隆である。
また、森嶋通夫も、「戦前日本の代表的経済学者は、高田保馬、園正造、そして柴田敬の3人の京大教授」だと言っている。
柴田敬は、京大で河上肇のゼミ生としてマルクス経済学を河上に、一般均衡論を高田保馬に、国民主義経済学を作田荘一に学んだ後、黄金時代のハーバード大やケインズ革命勃興期のロンドンに留学し、シュンペーターやケインズからも日本人経済学者として最も高い評価を受けた理論経済学者であったが、留学から帰国後、京都学派（哲学）や近衛文麿等の新体制運動の経済理論上の指導者となり、戦後、公職追放となった。しかしながら、近年、根岸隆、福岡正夫等から、柴田経済学の再評価が行われている。また柴田の代表的な弟子の一人が杉原四郎である。杉原は柴田の師匠である河上を研究し、また書誌学・図書館学と経済思想史を結びつけた研究を展開した。また、柴田の恩師の河上は山口高等商業にて西田幾多郎からドイツ語を学び、その縁で京大時代も西田と交流をもち、近衛も西田と河上に学ぶために東大から京大に転学しており、柴田ならびにその周辺は京都学派（哲学）と縁が深く、さらに西田ら京都学派（哲学）が蓑田胸喜の執拗な攻撃の対象となったのも、昭和研究会、近衛の延長上に彼らがいたからであるとの説も紹介されている。

## 京都学派（京大人文研）
また、上記とは別に戦後京都大学人文科学研究所（京大人文研）にて頻繁に共同研究会を開き、活発な討論を行っていた一派も、京都学派と呼ばれるが、上記の京都学派とは直接の関係はない。こちらは東洋史学の貝塚茂樹、塚本善隆、藤枝晃、中国文学の吉川幸次郎、フランス文学の桑原武夫、植物学の中尾佐助、生態学から人類学にまたがる成果を挙げた今西錦司らが特に著名である。この顔ぶれからも推察されるように、この京大人文研の活動範囲は狭義の人文科学から自然科学の領域にまでまたがった学際的なもので、今西は自らの学問領域を自然学とも称した。今西の弟子筋にあたる個体群生態学のパイオニアである森下正明は、自然科学の研究であった。大興安嶺探検に今西を隊長とし、森下が副団長として、隊員として参加し国立民族学博物館へと活躍の場を移した梅棹忠夫（生態学→民族学・人類学）や、国際日本文化研究センターの設立に尽力した梅原猛（哲学）らも、この京大人文研の京都学派に含める。また桑原によって京大人文研助教授に迎えられた鶴見俊輔、同助手でのちに教育学部助教授に配置換えとなった加藤秀俊らは一般に京都学派に含めないが、桑原武夫をはじめ多くの人文研スタッフとともに思想の科学研究会の主要メンバーでもあった（鶴見はメンバーというよりも会の創設者）。鶴見らは京都学派（哲学）の中井正一、久野収らとも懇意で、中井、久野と一緒に運動を行った世界文化同人の多くが思想の科学研究会に加わっていて（例えば武谷三男。なお武谷は上記人文研の貝塚茂樹の弟湯川秀樹の共同研究者としても名高い）、その点で、京都学派（哲学）の左派と京都学派（人文研）二つをつなぐ媒介項に、鶴見、桑原、思想の科学研究会があったともいえよう。なお京都学派（哲学）の主流には思想の科学研究会は批判的で、例えば同研究会『共同研究 転向』第2篇第2章第6節「総力戦理論の哲学―田辺元・柳田謙十郎」（後藤宏行）では田辺に代表される京都学派の主流が戦争協力した点を断罪し、中井正一らの着想によってそれが乗り越えられるとしているし（その点で先述の中村雄二郎『共通感覚論』での指摘の先駆でもある）、また鶴見も「哲学の言語」（『思想』1950年）で西田が「即というコプラ」を多用することを批判的に捉える。

### 評価
西田門下の下村寅太郎は、京大人文研の活動に対し、「桑原武夫などの音頭とりで形成された集団であって、何ら思想もなく中心となる思想家もいなかった」「桑原武夫自身、「大学教授」ではあるが、学者でなく、何にでも一言をもつだけのジャーナリスト、せいぜいで啓蒙家であるにすぎない。二、三年前、文化勲章を貰ったが、どのような文化的功労があったのか自他共にわからない」という辛辣な評価を下している。

## 京都学派（東洋史学）
東洋史学分野における京都学派は、京都帝国大学教授だった内藤湖南、桑原隲蔵（人文研の桑原武夫の父）、羽田亨を創始者とし、他に狩野直喜、矢野仁一等がいる。弟子に宮﨑市定、田村実造、三田村泰助、谷川道雄、ほか多数の東洋学者たちがおり、京大人文研の一角をなした島田虔次、川勝義雄、吉川忠夫（吉川幸次郎の子）等もいる。
その特色は、内藤が提唱し、宮﨑らが発展させた時代区分の唐宋変革論である。秦漢時代までを上古（古代）、魏晋南北朝隋唐時代を中世、宋以降を近世、アヘン戦争以降を近代とする四時代区分法を中心に中国史の研究を展開した。大戦後には、前田直典ら唯物史観を基にした時代区分法（唐中期までを古代とし、宋以降を中世とする）を唱える学者たち（東京学派・東大派・歴研派と呼ばれる）との間で激しい史学論争が行われた（時代区分論争）。

## 京都学派（憲法学）
佐々木惣一、大石義雄、阿部照哉、佐藤幸治らを中心とした憲法学の学派。東京大学を中心とする東京学派の政治学的解釈に対する法律学的解釈を志向するなどを特色とする。1959年、京都学派（憲法学）の牙城として憲法学会 （日本学術会議協力学術研究団体）が設立された。

## 京都学派（精神医学）
今村新吉初代教授により京都大学医学部精神医学教室には哲学的精神病理学の方向性が示された。その後三代目村上仁教授によって精神病理学の伝統は受け継がれ、後に加藤清、笠原嘉、木村敏、藤縄昭など時代を代表する精神医学者を多数輩出した。なお木村敏は西田哲学会で「西田哲学と私の精神病理学」という演題の講演を行っており、京都学派（哲学）と京都学派（精神医学）との関係は深い。

## 関連人物

### 哲学
- 西田幾多郎
- 田邊元
- 波多野精一
- 和辻哲郎
- 三木清
- 戸坂潤
- 西谷啓治
- 久松真一
- 武内義範
- 土井虎賀壽
- 下村寅太郎
- 上田閑照

### 近代経済学
- 高田保馬
- 柴田敬
- 青山秀夫

### 憲法学
- 佐々木惣一
- 大石義雄
- 阿部照哉
- 佐藤幸治

### 精神医学
- 村上仁
- 加藤清
- 笠原嘉
- 木村敏
- 藤縄昭

### 東洋史学
- 内藤湖南『支那上古史』弘文堂書房、1944年。他に「全集」筑摩書房
- 宮﨑市定『東洋的近世』中公文庫、1999年。各・礪波護編
- 宮﨑市定『東洋的古代』中公文庫、2000年。同上、他に「全集」岩波書店
- 谷川道雄編『戦後日本の中国史論争』河合文化教育研究所、1993年、新版2001年 ISBN 487999989X
- 礪波護・藤井譲治編『京大東洋学の百年』京都大学学術出版会、2002年 ISBN 4876984395
- 礪波護『京洛の学風』中央公論新社、2001年

### 評伝
- 柴山哲也 『新京都学派－知のフロンティアに挑んだ学者たち』平凡社新書、2014年 ISBN 458-2857159
- 菅原潤 『京都学派』講談社現代新書、2018年 ISBN 406-2884666
- 植村和秀 『昭和の思想』講談社選書メチエ、2010年 ISBN 406-2584840
- 櫻井正一郎 『京都学派酔故伝』京都大学学術出版会［学術選書］、2017年 ISBN 4814001150
- 粕谷一希『反時代的思索者 唐木順三とその周辺』藤原書店、2005年